# Пуджони, Джованни
Джованни Мария Пуджони (итал. Giovanni Maria Puggioni; род. 19 марта 1966, Сассари, Сардиния) — итальянский легкоатлет, специалист по бегу на короткие дистанции. Выступал за сборную Италии по лёгкой атлетике в 1989—1999 годах, обладатель бронзовой медали чемпионата мира, победитель Кубка Европы, двукратный чемпион Средиземноморских игр, многократный победитель и призёр первенств национального значения, участник летних Олимпийских игр в Атланте.

## Биография
Джованни Пуджони родился 19 марта 1966 года в городе Сассари, Сардиния.
Будучи студентом, в 1989 году представлял Италию на Универсиаде в Дуйсбурге, бежал 200 метров, но в финал не вышел.
В 1990 году в беге на 200 метров выступил на чемпионате Европы в помещении в Глазго.
В 1991 году стартовал на 100-метровой дистанции на Средиземноморских играх в Афинах.
На Средиземноморских играх 1993 года в Нарбоне в финале бега на 200 метров финишировал четвёртым.
В 1995 году на чемпионате мира в Гётеборге вместе с соотечественниками Эцио Мадонией, Анджело Чиполлони и Сандро Флорисом завоевал бронзовую медаль в программе эстафеты 4 × 100 метров, уступив в финале только командам из Канады и Австралии. Помимо этого, в дисциплине 100 метров выиграл серебряную медаль на Всемирных военных играх в Риме.
В 1996 году в эстафете 4 × 100 метров получил серебро на Кубке Европы в Мадриде. Благодаря череде удачных выступлений удостоился права защищать честь страны на летних Олимпийских играх в Атланте — здесь их эстафетная команда сошла с дистанции уже на предварительном квалификационном этапе, не показав никакого результата.
После атлантской Олимпиады Пуджони остался действующим спортсменом и продолжил принимать участие в крупнейших международных стартах. Так, в 1997 году он бежал 60 и 200 метров на чемпионате мира в помещении в Париже, выиграл эстафету 4 × 100 метров на Кубке Европы в Мюнхене, одержал победу в беге на 200 метров и в эстафете 4 × 100 метров на домашних Средиземноморских играх в Бари, стартовал в тех же дисциплинах на чемпионате мира в Афинах.
В 1999 году в эстафете 4 × 100 метров выиграл золотую медаль на Всемирных военных играх в Загребе.
В течение своей спортивной карьеры Джованни Пуджони в общей сложности шесть раз становился чемпионом Италии в индивидуальных легкоатлетических дисциплинах: 100 метров (1995—1996), 200 метров (1990, 1997), 60 метров (1995—1996). Кроме того, пять раз был лучшим в эстафете.
Покинув основной состав итальянской сборной, затем долгие годы выступал на мастерских ветеранских соревнованиях. В частности, в 2006 году в возрасте 40 лет пробежал 100 метров за 10,6 секунды.